# Kronotskojemeer

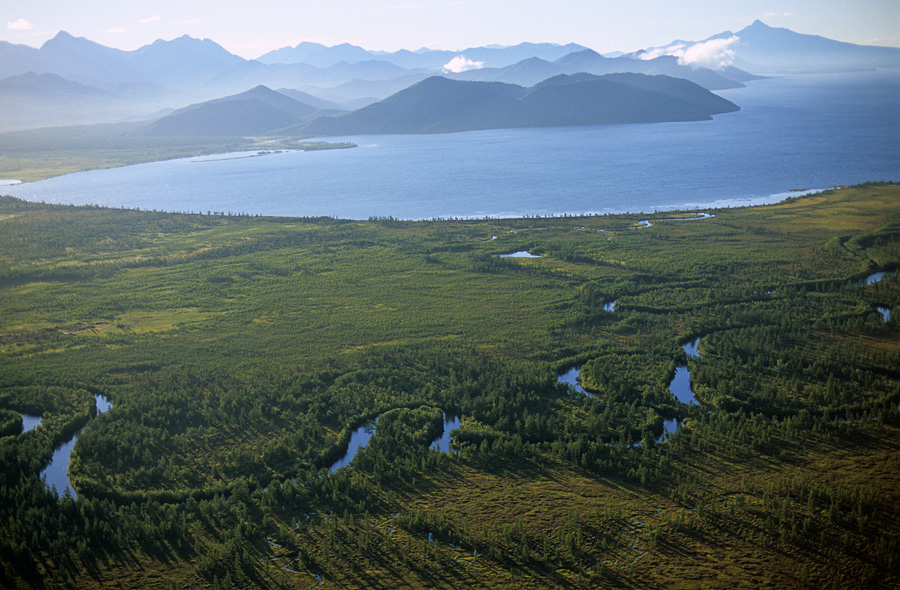

Het Kronotskojemeer (Russisch: Кроноцкое озеро; Kronotskoje ozero) is een meer aan de rand van het gelijknamige natuurreservaat zapovednik Kronotski in het oostelijk deel van het Russische schiereiland Kamtsjatka. Het meer bevindt zich ten westen van de vulkaan Kronotskaja Sopka en ten noorden van de vulkaan Krasjeninnikov, in de caldera van een vulkaan op een hoogte van 372 meter. Het meer heeft een oppervlakte van ongeveer 200 km² (waarmee het het grootste zoetwatermeer van het schiereiland is), een volume van 245 km³ en is maximaal 128 meter diep.
In het meer ontstaat de rivier de Kronotskaja die naar de zee stroomt. Het meer wordt gevoed door een aantal rivieren, waarvan de grootste de Oenana is. In het meer bevinden zich een drietal endemische zalmsoorten.